# کوماریتسا
کوماریتسا (به صربی: Komarica) یک منطقهٔ مسکونی در صربستان است که در ولاسوتینتسه واقع شده‌است. کوماریتسا ۱۹۸ نفر جمعیت دارد.